# Bart Tommelein
Bart Joris Tommelein (Ostenda, 4 maggio 1962) è un politico belga fiammingo, dall'ottobre 2018 sindaco di Ostenda.

## Biografia

### Formazione
Bart Tommelein ha studiato comunicazione adattata presso l'Hoger Instituut per Bedrijfs Opleiding a Gand e successivamente si è unito al settore bancario e assicurativo (Anhyp, oggi AXA).

### Carriera politica
Ha iniziato la sua carriera politica nell'Unione Popolare (VU), come consigliere comunale di Ostenda, dal 1989 al 1990, poi come consigliere provinciale dal 1990 al 1992. Si è ritirato dalla politica nel 1992 per proseguire la sua carriera nel settore privato. Anhyp.
Tornò in politica nel 2001, all'interno dell'Open VLD, e divenne consigliere comunale, ancora a Ostenda. Diventa primo consigliere nel 2012..
Nel 2003 è stato eletto deputato al Parlamento. Nel 2009, è stato eletto al Parlamento fiammingo dove è diventato noto come specialista dei media.. Diventa senatore della comunità ed è leader del gruppo dell'Open VLD fino al 2012.

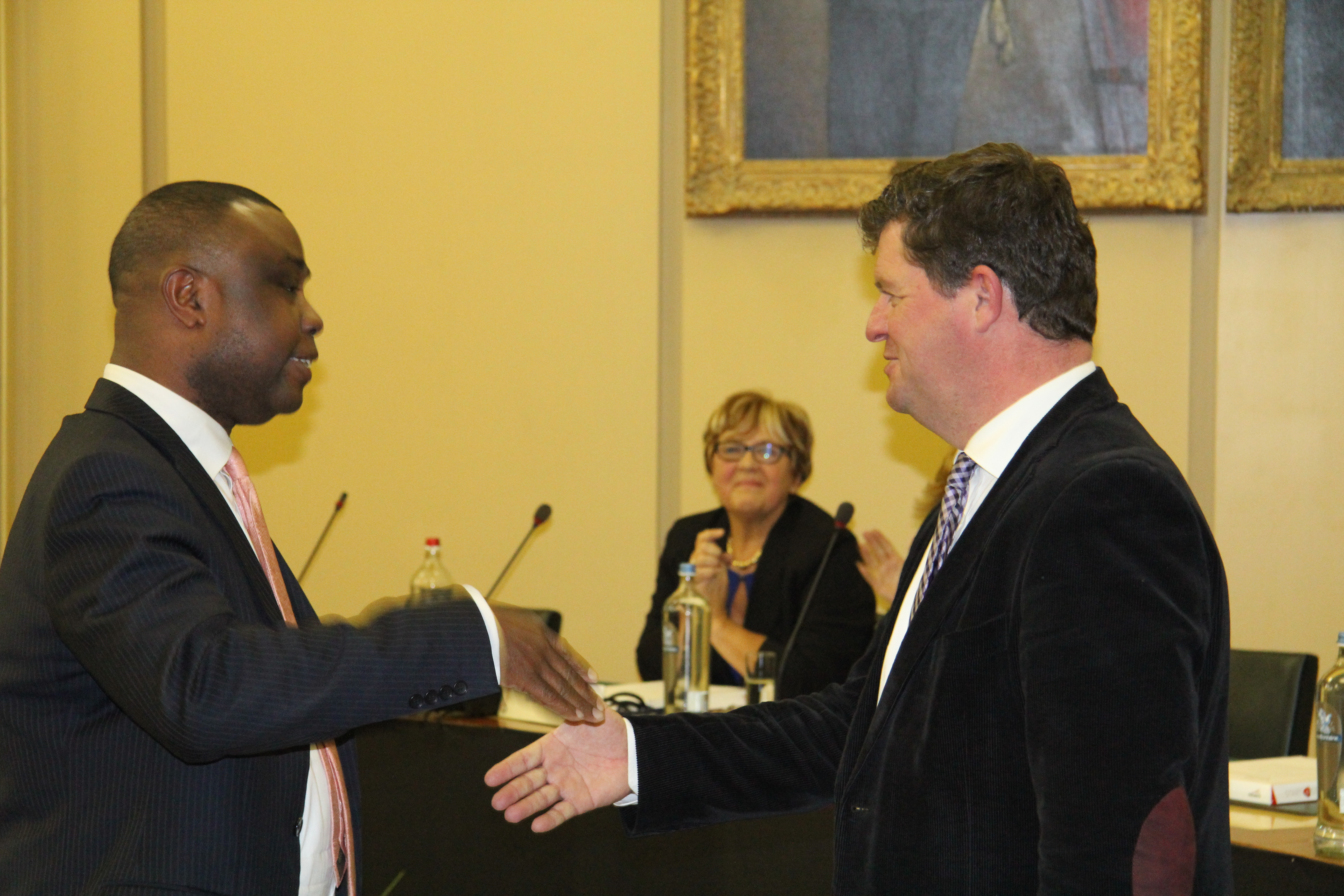
Bart Tommelein e Collins Nweke (a sinistra), 2 gennaio 2013

Alle elezioni federali e regionali del 25 maggio 2014, è a capo della lista nelle Fiandre occidentali, per il parlamento della regione fiamminga. Viene rieletto deputato fiammingo con 24.462 voti. Tuttavia, viene scelto dal suo partito per far parte del governo federale come Segretario di Stato per la lotta alla frode sociale, alla privacy e al Mare del Nord. Il 29 aprile 2016, ha rassegnato le dimissioni dal governo federale e succeduto ad Annemie Turtelboom come ministro fiammingo delle finanze, del bilancio e dell'energia.

## Vita privata
È sposato e ha cinque figli; tre da un precedente matrimonio e due da quello attuale. È un membro (onorario) del Willemsfonds, del Liberaal Vlaams Verbond e del Liberaal Vlaams Studentenverbond.